# Le Cayrol
Le Cayrol är en kommun i departementet Aveyron i regionen Occitanien i södra Frankrike. Kommunen ligger  i kantonen Espalion som ligger i arrondissementet Rodez. År 2022 hade Le Cayrol 253 invånare.

## Befolkningsutveckling
Antalet invånare i kommunen Le Cayrol
Referens: INSEE